# Skyrækker
Skyrækker (Ailanthus altissima) er et stort, ofte flerstammet, løvfældende træ med en uregelmæssig, lys krone og svære, opstigende grene. Vigtigt: Skyrækker må ikke udplantes i Danmark, da den er på EU's liste over invasive arter.

## Beskrivelse
Barken er først rødbrun med lyse korkporer og store, grålige bladar. Senere bliver den mørkebrun med lyse, næsten hvide striber. Til sidst er den mørkegrå med lysere striber og enkelte skællede partier. 
Knopperne er spredte og forbavsende små, ægformede og mere og mere røde hen mod løvspring. Løvspringet sker sent, men med højrøde blade. Bladene er ligefinnede med lancetformede, helrandede småblade. Oversiden er blank og mørkegrøn, men undersiden er lyst blågrøn og hårløs. 
Blomsterne sidder samlet i hængende toppe. Han- og hunblomster sidder hver for sig. Frugterne er nødder med en skruet vinge. Farven kan være grøn, gul eller rød.
Rodnettet er hjerteformet og består af få, grove og kun lidt forgrenede hovedrødder, som ligger ret højt i jorden. Løvet lugter ubehageligt, når man knuser det. De talrige frø kan (især under varmere forhold end i Danmark) spire overalt og gør træet ukrudtsagtigt.

Højde x bredde og årlig tilvækst: 25 x 10 m (50 x 20 cm/år).

## Voksested
Skyrækker vokser på varm, tør bund i lyse bjergskove i Japan og det centrale og sydlige Kina. Her vokser det sammen med bl.a. alm. hæg, djævletræ, fliget kranstop, haveaucuba, havehortensia, himalayaceder, hjertetræ, hønsebenstræ, Ilex crenata, japansk paradisæble, japansk zelkova, kakitræ, kinesisk ene, koreansk ædelgran, manchurisk kirsebær og papirmorbærtræ. 
Træet er naturaliseret i Nordamerika og store dele af Sydeuropa.